# Winchester, Kansas
Winchester là một thành phố thuộc quận Jefferson, tiểu bang Kansas, Hoa Kỳ. Năm 2010, dân số của xã này là 551 người.

## Dân số
Dân số các năm:
- Năm 2000: 579 người
- Năm 2010: 551 người